# ألفريد بلوتز
ألفريد بلويتز (بالألمانية: Alfred Ploetz) (22 أغسطس 1860 - 20 مارس 1940) كان طبيبًا ألمانيًا وعالم بيولوجيا ، ومن أعلام علم تحسين النسل.